# Grand Prix Francie 1980
Grand Prix Francie 1980 (oficiálně 66e Grand Prix de France) se jela na okruhu Circuit Paul-Ricard v Le Castellet, Var ve Francii dne 29. června 1980. Závod byl sedmým v pořadí v sezóně 1980 šampionátu Formule 1.

## Kvalifikace
| Poř.   | No. | Jezdec                | Konstruktér     | Čas     | Ztráta |
| ------ | --- | --------------------- | --------------- | ------- | ------ |
| 1      | 26  | Jacques Laffite       | Ligier-Ford     | 1:38.88 | -      |
| 2      | 16  | René Arnoux           | Renault         | 1:39.49 | + 0.61 |
| 3      | 25  | Didier Pironi         | Ligier-Ford     | 1:39.49 | + 0.61 |
| 4      | 27  | Alan Jones            | Williams-Ford   | 1:39.50 | + 0.62 |
| 5      | 28  | Carlos Reutemann      | Williams-Ford   | 1:39.60 | + 0.78 |
| 6      | 15  | Jean-Pierre Jabouille | Renault         | 1:40.18 | + 1.30 |
| 7      | 8   | Alain Prost           | McLaren-Ford    | 1:40.63 | + 1.75 |
| 8      | 5   | Nelson Piquet         | Brabham-Ford    | 1:40.67 | + 1.79 |
| 9      | 23  | Bruno Giacomelli      | Alfa Romeo      | 1:40.85 | + 1.97 |
| 10     | 66  | Patrick Depailler     | Alfa Romeo      | 1:40.89 | + 2.01 |
| 11     | 9   | Marc Surer            | ATS-Ford        | 1:41.03 | + 2.15 |
| 12     | 11  | Mario Andretti        | Lotus-Ford      | 1:41.56 | + 2.68 |
| 13     | 7   | John Watson           | McLaren-Ford    | 1:41.63 | + 2.75 |
| 14     | 12  | Elio de Angelis       | Lotus-Ford      | 1:41.66 | + 2.78 |
| 15     | 30  | Jochen Mass           | Arrows-Ford     | 1:41.71 | + 2.83 |
| 16     | 3   | Jean-Pierre Jarier    | Tyrrell-Ford    | 1:41.78 | + 2.90 |
| 17     | 2   | Gilles Villeneuve     | Ferrari         | 1:41.99 | + 3.11 |
| 18     | 29  | Riccardo Patrese      | Arrows-Ford     | 1:42.07 | + 3.19 |
| 19     | 1   | Jody Scheckter        | Ferrari         | 1:42.38 | + 3.50 |
| 20     | 4   | Derek Daly            | Tyrrell-Ford    | 1:42.77 | + 3.89 |
| 21     | 31  | Eddie Cheever         | Osella-Ford     | 1:42.85 | + 3.97 |
| 22     | 6   | Ricardo Zunino        | Brabham-Ford    | 1:43.14 | + 4.26 |
| 23     | 21  | Keke Rosberg          | Fittipaldi-Ford | 1:43.16 | + 4.28 |
| 24     | 20  | Emerson Fittipaldi    | Fittipaldi-Ford | 1:43.21 | + 4.33 |
| 25     | 17  | Geoff Lees            | Shadow-Ford     | 1:44.28 | + 5.40 |
| 26     | 14  | Jan Lammers           | Ensign-Ford     | 1:44.33 | + 5.45 |
| 27     | 18  | David Kennedy         | Shadow-Ford     | 1:44.56 | + 5.68 |
| Zdroj: |     |                       |                 |         |        |

## Závod
| Poř.   | No. | Jezdec                | Konstruktér     | Počet kol | Čas/Odstoupení | Pořadí na startu | Body |
| ------ | --- | --------------------- | --------------- | --------- | -------------- | ---------------- | ---- |
| 1      | 27  | Alan Jones            | Williams-Ford   | 54        | 1:32:43.4      | 4                | 9    |
| 2      | 25  | Didier Pironi         | Ligier-Ford     | 54        | +4.52          | 3                | 6    |
| 3      | 26  | Jacques Laffite       | Ligier-Ford     | 54        | +30.26         | 1                | 4    |
| 4      | 5   | Nelson Piquet         | Brabham-Ford    | 54        | +1:14.88       | 8                | 3    |
| 5      | 16  | René Arnoux           | Renault         | 54        | +1:16.15       | 2                | 2    |
| 6      | 28  | Carlos Reutemann      | Williams-Ford   | 54        | +1:16.74       | 5                | 1    |
| 7      | 7   | John Watson           | McLaren-Ford    | 53        | +1 kolo        | 13               |      |
| 8      | 2   | Gilles Villeneuve     | Ferrari         | 53        | +1 kolo        | 17               |      |
| 9      | 29  | Riccardo Patrese      | Arrows-Ford     | 53        | +1 kolo        | 18               |      |
| 10     | 30  | Jochen Mass           | Arrows-Ford     | 53        | +1 kolo        | 15               |      |
| 11     | 4   | Derek Daly            | Tyrrell-Ford    | 52        | +2 kola        | 20               |      |
| 12     | 1   | Jody Scheckter        | Ferrari         | 52        | +2 kola        | 19               |      |
| Ret    | 20  | Emerson Fittipaldi    | Fittipaldi-Ford | 50        | Motor          | 24               |      |
| Ret    | 3   | Jean-Pierre Jarier    | Tyrrell-Ford    | 50        | +4 kola        | 16               |      |
| Ret    | 31  | Eddie Cheever         | Osella-Ford     | 43        | Motor          | 21               |      |
| Ret    | 9   | Marc Surer            | ATS-Ford        | 26        | Převodovka     | 11               |      |
| Ret    | 22  | Patrick Depailler     | Alfa Romeo      | 25        | Zacházení      | 10               |      |
| Ret    | 11  | Mario Andretti        | Lotus-Ford      | 18        | Převodovka     | 12               |      |
| Ret    | 21  | Keke Rosberg          | Fittipaldi-Ford | 8         | Přetočení      | 23               |      |
| Ret    | 23  | Bruno Giacomelli      | Alfa Romeo      | 8         | Zacházení      | 9                |      |
| Ret    | 8   | Alain Prost           | McLaren-Ford    | 6         | Převodovka     | 7                |      |
| Ret    | 12  | Elio de Angelis       | Lotus-Ford      | 3         | Spojka         | 14               |      |
| Ret    | 15  | Jean-Pierre Jabouille | Renault         | 0         | Převodovka     | 6                |      |
| Ret    | 6   | Ricardo Zunino        | Brabham-Ford    | 0         | Spojka         | 22               |      |
| DNQ    | 17  | Geoff Lees            | Shadow-Ford     |           |                |                  |      |
| DNQ    | 14  | Jan Lammers           | Ensign-Ford     |           |                |                  |      |
| DNQ    | 18  | David Kennedy         | Shadow-Ford     |           |                |                  |      |
| Zdroj: |     |                       |                 |           |                |                  |      |

## Průběžné pořadí po závodě
Pohár jezdců
| Pořadí | Jezdec           | Body |
| ------ | ---------------- | ---- |
| 1      | Alan Jones       | 28   |
| 2      | Nelson Piquet    | 25   |
| 3      | René Arnoux      | 23   |
| 4      | Didier Pironi    | 23   |
| 5      | Carlos Reutemann | 16   |
| Zdroj: |                  |      |

Pohár konstruktérů
| Pořadí | Konstruktér   | Body |
| ------ | ------------- | ---- |
| 1      | Williams-Ford | 44   |
| 2      | Ligier-Ford   | 39   |
| 3      | Brabham-Ford  | 25   |
| 4      | Renault       | 23   |
| 5      | Arrows-Ford   | 11   |
| Zdroj: |               |      |